# گروه دلز

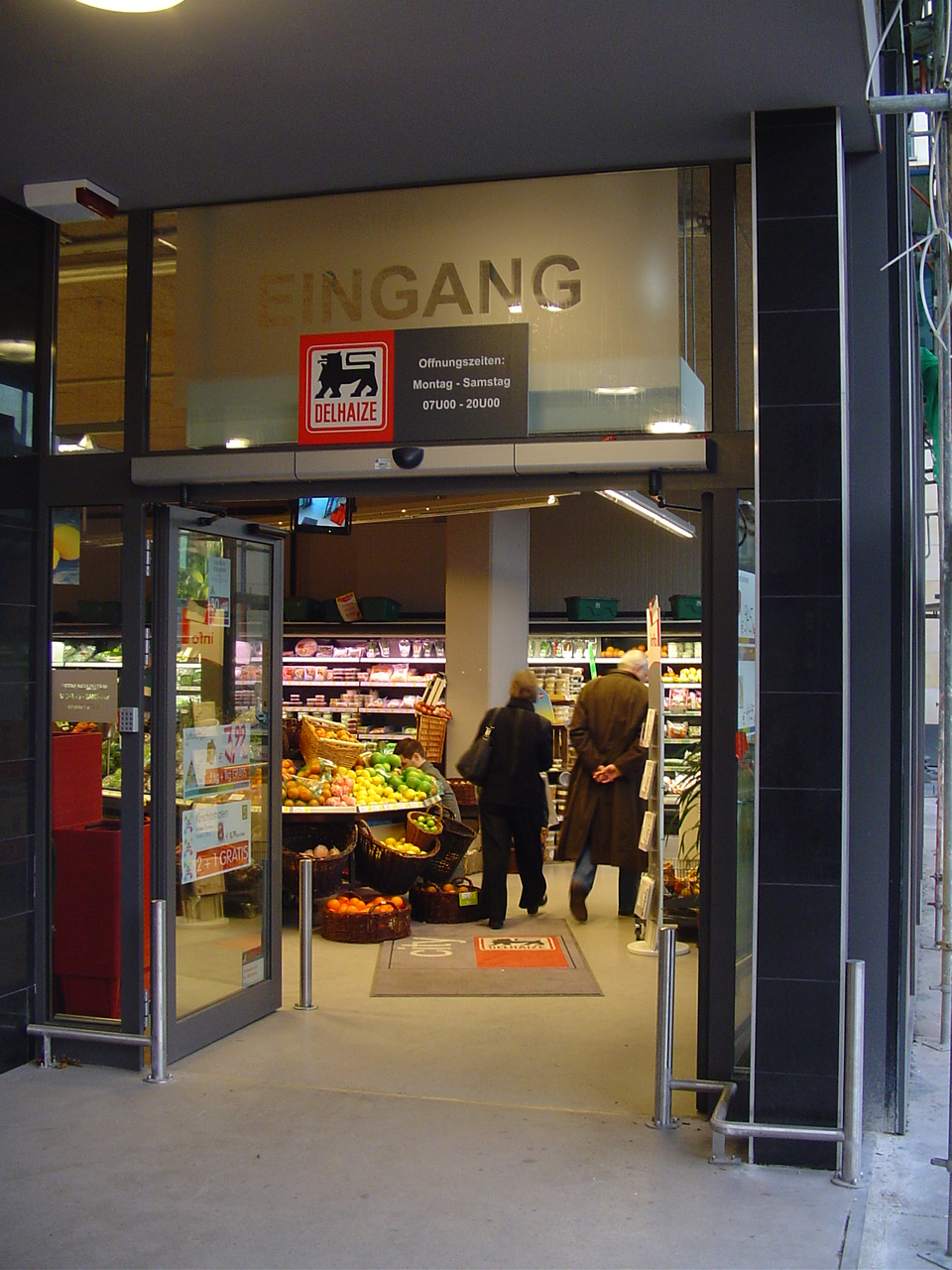
شعبه‌ای از دلز در مرکز شهر کلن، آلمان

گروه دِلِز (به فرانسوی: Delhaize Group) شرکت خرده‌فروشی مواد غذایی بلژیکی است، که شعبه‌های مرکزی آن در شهرهای آندرلشت و بروکسل، بلژیک مستقر می‌باشند.
این شرکت در سال ۱۸۶۷ در شهر شارلروآ، بلژیک تأسیس شد و هم‌اکنون مالک شبکه‌ای از ۲٫۷۰۵ سوپرمارکت، سوپراستور و هایپرمارکت در ۸ کشور و ۳ قاره می‌باشد.